# Psapharochrus phasianus
Psapharochrus phasianus là một loài bọ cánh cứng trong họ Cerambycidae.